# Sophie Legrand
Pour les articles homonymes, voir Legrand.
Sophie Legrand est née le 26 décembre 1801 à Paris et morte le 20 avril 1872 au château du Plessis-Macé. Elle épouse Théobald Walsh de Serrant (1796-1836) en 1823 et devient ainsi comtesse de Serrant.

## Biographie
Elle passe beaucoup de temps sur les terres que le couple possède en Maine-et-Loire (49), notamment au château de Serrant et au château du Plessis-Macé. Grande passionnée de jardins, elle participe largement à l'agrandissement du parc à l'anglaise de Serrant.
Elle doit faire face au décès de quatre de ses cinq enfants, victimes de la tuberculose. Son époux décède de la même cause en 1836. Elle se remarie en 1839 à un cousin de Théobald Walsh, Alfred. Les enfants issus de ce mariage sont aussi emportés par la maladie. 
Elle délaisse alors le château de Serrant où elle avait éduqué ses enfants pour le château du Plessis-Macé, dont elle entreprend la restaurations dans un style néo-gothique.
Elle est inhumée dans la chapelle du château de Serrant, auprès de ses enfants.

## Iconographie

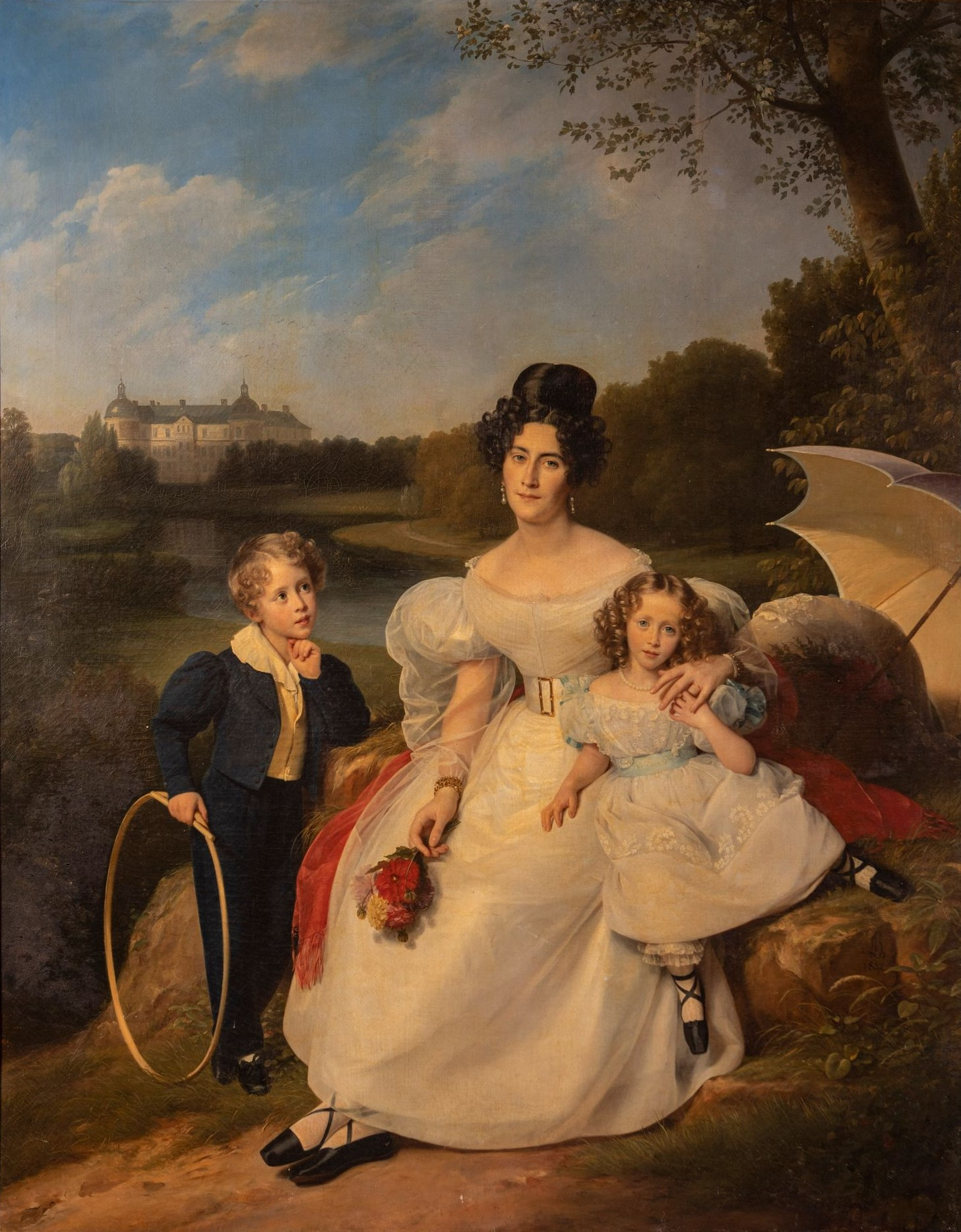
Louis Hersent, Portrait de Sophie Legrand avec ses enfants Gaston et Marguerite Walsh, 1832 (ancienne collection du château de la Maroutière, acquis par les propriétaires du château de Serrant en 2022)

Sophie Legrand est représentée dans plusieurs œuvres artistiques. Parmi eux, deux portraits réalisés par Berthon, un disciple de David, conservés au château de Serrant, et une copie d'un tableau de Louis Hersent la représentant en plein air avec ses enfants sur les terres de Serrant est visible au château du Plessis-Macé. Une statuette en albâtre la représentant de pied sculptée par Gayrard est aussi exposée au château de Serrant.